# Chronik des Bürgerkriegs in Syrien 2013

Von den syrischen Sicherheitskräften gehaltene Städte
Von Rebellen eroberte Städte
Umkämpfte Städte bzw. unklare Situation
Von kurdischen Streitkräften gehaltene Städte

Von der Regierung verwendete Flagge der Arabischen Republik Syrien.

Die Chronik des Bürgerkriegs in Syrien 2013 erfasst die Ereignisse des Bürgerkriegs in Syrien im Jahr 2013.

## Januar
Syrische Rebellen haben mit Hilfe islamistischer Einheiten am 11. Januar den Militärflugplatz in Taftanaz im Nordwesten des Landes erobert. Die syrischen Streitkräfte versuchten anschließend den Flugplatz zu zerstören.
Am 31. Januar griffen israelische Kampfflugzeuge nach westlichen Medien einen Fahrzeugkonvoi, nach syrischen Medien ein Militärlager bei Damaskus an und töteten nach syrischen Regierungsangaben zwei Soldaten. Ziel soll eine Ladung SA-17-Raketen gewesen sein, von denen Israelis befürchteten, sie könnten in den Libanon gelangen. Israelische Stellen nahmen zu dem Angriff nicht Stellung.

## Februar
Bei einer von Kuwait veranstalteten Geberkonferenz wurden 1,5 Milliarden Dollar für notleidende Syrer gesammelt. Die Zahl der Flüchtlinge in Nachbarländern liegt bei 650.000 Menschen.
Israel hat währenddessen um den 14. Februar nach Angaben von Oppositionellen einen Waffentransport von Syrien in den Libanon angegriffen. Der iranische General der Pasdaran, Hassan Schateri, kam bei dem Angriff der israelischen Luftwaffe ums Leben. Außer Schateri, der unter dem Decknamen Hessam Choschnewis im Libanon operierte, seien noch andere Iraner getötet worden. Die USA sehen Schateri als „Helfershelfer der libanesischen Hisbollah“. Als Folge darauf drohten Syrien und der Iran mit Vergeltungsschlägen. So schoss die syrische Luftabwehr nach libanesischen Angaben eine israelische Drohne ab. Außerdem soll sich nach Angaben der Rebellen die Hisbollah in den Bürgerkrieg eingemischt haben.

## März
Am 1. März 2013 wurde bei einem Treffen des Generalsekretärs der Vereinten Nationen mit einem Vertreter der Arabischen Liga die Zahl der bisher dem syrischen Bürgerkrieg zum Opfer gefallenen Menschen mit rund 70.000 beziffert. 900.000 Menschen flohen demnach vor dem Konflikt in Nachbarländer.
Am 4. März 2013 meldeten die Rebellen die Einnahme der Provinzhauptstadt ar-Raqqah im Osten des Landes.
Am 15. März 2013 wurde beim EU-Gipfel in Brüssel über Waffenlieferungen an die syrischen Rebellen debattiert.
Vertreter Frankreichs und Großbritanniens sprachen sich im Vorfeld für Waffenlieferungen an die syrischen Rebellen aus. Deutschland dagegen befürchtet eine Eskalation, wenn die EU ihr Waffenembargo aufgibt oder nicht über den Mai 2013 hinaus verlängert. Es besteht dann die Gefahr, dass auch die Gegenseite mit noch mehr Waffen versorgt wird.
Am 22. März 2013 zündete ein Selbstmordattentäter einen Sprengsatz in einer Moschee in Damaskus und tötete einen sunnitischen Geistlichen und 41 weitere Personen. Ein Sprecher der Freien Syrischen Armee stritt jede Beteiligung seiner Organisation an dem Anschlag ab.
Am 24. März 2013 feuerten israelische Truppen eine Panzerabwehrrakete auf einen Militärposten auf syrischem Gebiet ab, nachdem in der Nacht zuvor von dort israelische Soldaten mit Infanteriewaffen beschossen worden waren. Ob die Angreifer auf syrischer Seite den Rebellen oder den syrischen Regierungstruppen zuzuordnen waren und ob sie Verluste erlitten, ist unklar.
Am 25. März beschossen Rebellengruppen, die sich in den südlichen und westlichen Teilen der Hauptstadt festgesetzt haben, das Stadtzentrum mit Mörsern. Mörsergranaten schlugen nahe einem Hotel ein, in dem UN-Beobachter stationiert waren. Die UN zog daraufhin ihr Personal aus der syrischen Hauptstadt ab.
Am 28. März kam es zu einem erneuten Mörserangriff der Rebellen, bei dem ein Universitätsgebäude in Damaskus getroffen wurde. Etwa 20 Studenten wurden getötet.

## April
Am 8. April wurde in Damaskus ein Sprengstoffanschlag verübt. Staatliche Medien gaben an, dass mindestens 15 Menschen getötet und 50 weitere verletzt wurden.

Die Flaggen beider Seiten

Am 18. April meldete sich Präsident Assad in einem Fernsehinterview zu Wort und warnte, dass sich die Unterstützung der Rebellen durch den Westen letztendlich, wie in Afghanistan, gegen den Westen richten würde und die Rebellen zukünftig Terroranschläge im Herzen Europas und den USA verüben würden. Jordanien, das seit 2012 als Aufmarschgebiet und Drehpunkt für den Nachschub der Rebellen fungiert, sagte Assad ein ähnliches Schicksal wie Syrien voraus.
Am 20. April stellen Truppen der Regierung nach wochenlangen Gefechten ihre Kontrolle über Darya, einen Vorort von Damaskus, wieder her. Neben regulären Truppen sollen sie dabei auch religiöse Milizen und Geheimdienstverbände eingesetzt haben. Die Aufständischen gaben bekannt, sie hätten ihre 300 Kämpfer am 20. April aus dem eingeschlossenen Ort abgezogen, jedoch hätten die Truppen der Regierung hunderte Zivilisten in Darya getötet.
Am 22. April wurden zwei Bischöfe, einer der Syrisch-Orthodoxen- und einer der Griechisch-Orthodoxen Kirche, die sich auf einer humanitären Mission bei Aleppo befanden, von bewaffneten Angreifern in Kafr Dael entführt. Regierung und Rebellen beschuldigten jeweils die Gegenseite der Tat. Über eine mögliche Freilassung der beiden christlichen Geistlichen kam es in den folgenden Tagen zu widersprüchlichen Meldungen.
Am 23. April kam es im libanesischen Tripoli zu Übergriffen auf Alawiten. Zwei führende libanesische Geistliche riefen ihre Anhänger dazu auf, auf Seiten der Rebellen in Syrien zu kämpfen oder sie mit Geld zu unterstützen.
Am 24. April stürzte das Minarett der Umayyaden-Moschee aus dem 11. Jahrhundert in Aleppo ein, nachdem sich Rebellen und regierungstreue Truppen im Umfeld des Gotteshauses seit Monaten immer wieder Gefechte geliefert hatten, bei denen der Gebäudekomplex von zahlreichen Geschossen getroffen worden war und durch Feuer beschädigt wurde. Beide Seiten bezichtigten sich gegenseitig der Zerstörung des Kulturerbes.
Am frühen Morgen des 25. April starteten Rebellen, nach dem sie in den vergangenen Wochen an Boden verloren hatten, Angriffe auf die Stadt Hama, die bisher von Kampfhandlungen weitgehend verschont geblieben war. Ziel sei es, den militärischen Druck der Regierung von den Kampfgenossen in anderen Teilen Syriens zu nehmen, teilte einer ihrer Sprecher mit.
Am 25. April gaben Vertreter der US-amerikanischen Regierung bekannt, dass man Beweise für den Einsatz von chemischen Waffen im Syrischen Bürgerkrieg habe. In zwei Fällen sei in geringem Umfang Sarin eingesetzt worden. Welche Seite das Giftgas eingesetzt hätte, sei unklar; es sei aber wahrscheinlich die Regierung gewesen. Man werde die Beweise weiter prüfen und hielte sich alle Optionen offen.
Am 29. April wurde Syriens Premierminister Wael Nader al-Halqi Ziel eines Bombenanschlages in Damaskus, überlebte den Angriff aber unverletzt, während einer seiner Leibwächter getötet wurde.
Am 30. April meldete das syrische Staatsfernsehen, dass „Terroristen“ im Ort Sarakeb Bewohner zusammengetrieben hätten und sie einem pulverförmigen Stoff ausgesetzt hätten, der zu Erstickungsanfällen und Krämpfen geführt habe. Die Verletzten habe man in die Türkei geschafft, um der Regierung auf internationaler Bühne den Einsatz von Chemiewaffen nachweisen zu können.

## Mai
Am 2. Mai 2013 kam es an der Grenze zwischen Syrien und der Türkei bei Akçakale zu einer Schießerei zwischen türkischer Grenzpolizei und Unbekannten, die von der syrischen Seite der Grenze aus zunächst Einlass in die Türkei verlangt hatten. Die Angreifer wurden nicht identifiziert, türkische Stellen halten sie jedoch für Schmuggler, während ein Sprecher der syrischen Opposition verkündete, dass zwei Kämpfer der FSA bei dem Zusammenstoß getötet wurden. Fünf türkische Grenzpolizisten wurden verletzt.
Am 3. Mai verübten Rebellen einen Anschlag auf einen Bus, der Angehörige regierungstreuer Milizen transportierte, wobei 6 Milizionäre getötet und rund 20 verletzt wurden. Im Gegenzug beschossen Truppen der Regierung den nahegelegenen Küstenort Baida im Gouvernement Tartus, eine sunnitische Enklave in der weitgehend alawitisch dominierten Region, mit Mörsern und stürmten ihn. Mindestens 50 Menschen sollen dabei getötet worden sein, viele davon Zivilisten.

Flagge der Hisbollah

Am 3. Mai griffen israelische Kampfflugzeuge ein Waffenlager auf syrischem Boden an, offenbar mit der Absicht zu verhindern, dass die dort gelagerten Waffen, bei denen es sich nach Presseinformationen um fortschrittliche Raketen gehandelt haben soll, von der syrischen Regierung der Hisbollah übergeben werden konnten. In Israel wird befürchtet, dass diese Waffen gegen das eigene Land eingesetzt werden könnten.
Am frühen Morgen des 5. Mai schlugen israelische Raketen auf syrischem Gebiet ein, rund 15 Kilometer von der libanesischen Grenze entfernt. Nach syrischen Quellen waren die Angriffsziele ein Raketenlager, das militärische Forschungszentrum Jamraya, das als Chemiewaffenfabrik gilt, sowie Stellungen der Republikanischen Garden in der Nähe des Präsidentenpalasts. Insgesamt sollen dabei bis zu hundert Menschen getötet worden sein. Das Forschungszentrum Jamraya war bereits im Januar Ziel von israelischen Luftangriffen gewesen. Westliche Quellen betonten erneut, die Luftangriffe hätten eine Ladung moderner Fateh-110 Kurzstreckenraketen als Ziel gehabt, die aus dem Iran über Syrien in den Süd-Libanon für die israelfeindliche Schiitenmiliz Hisbollah gebracht werden sollten. Ungeachtet dieser Angaben lag ein Teil der von Aktivisten beobachteten Explosionen innerhalb einer Schlüsselstellung der Truppen der Regierung, von der aus diese Stellungen der Rebellen in den Außenbezirken der Hauptstadt Damaskus unter Kontrolle halten.
Am 6. Mai wurde der israelische Luftraum im nördlichen Teil des Landes für zivile Flüge gesperrt. Das israelische Militär verlegte zudem Raketenabwehrbatterien vom Typ Iron Dome, um nördliche Städte Israels vor einem möglichen syrischen Angriff schützen zu können.
Am 6. Mai gab UN-Kommissarin Carla Del Ponte bekannt, dass den UN Zeugenaussagen von Ärzten und Opfern vorlägen, nach denen Rebellentruppen das Nervengas Sarin in Syrien eingesetzt hätten. Es handelt sich dabei um Vorfälle in Aleppo und Damaskus im März 2013 sowie einen weiteren im Dezember 2012 in Homs. Assad-Regierung und die Aufständischen beschuldigen sich gegenseitig, das Giftgas Sarin bei drei Gefechten eingesetzt zu haben.
Am 7. Mai, nachdem Regierungstruppen entlang der Grenze zu den Golanhöhen an Boden gewonnen hatten, entführten Rebellen vier der dort eingesetzten UN Beobachter, um sie, nach eigenen Angaben, vor Übergriffen durch regierungstreue Truppen zu schützen. Die Männer wurden am 12. Mai wieder freigelassen.
Am 7. Mai kündigten die beiden Veto-Mächte Russland und USA in Moskau die Einberufung einer internationalen Syrien-Konferenz an, möglichst noch im Mai. Basis der Konferenz soll der in Genf erzielte Friedensplan vom Juni 2012 sein. Damals legten sich die UN-Vetomächte sowie die Türkei und mehrere arabische Staaten gemeinsam auf wesentliche Merkmale eines politischen Übergangs in Syrien fest. Bundeskanzlerin Angela Merkel betonte, dass Syriens Staatschef Baschar al-Assad „seine Legitimation verloren“ habe. Der Genfer Friedensplan hatte damals den Punkt, ob Assad sofort zurücktreten müsse, absichtlich vage gelassen.
Am 8. Mai eroberten Regierungstruppen nach zweimonatiger Belagerung die Stadt Khirbet Ghazaleh, eine wichtige Schlüsselstellung an der Verbindungsstraße zwischen Jordanien und Damaskus im Gouvernement Darʿā, rund 20 Kilometer vor der jordanischen Grenze. 35 Rebellen wurden während der Kämpfe getötet und die Truppen der Regierung erlangten die Kontrolle über eine wichtige Nachschubroute in das umkämpfte Darʿā zurück.
Am 9. Mai verkündete der türkische Ministerpräsident Erdoğan, dass er sicher sei, dass syrische Regierungstruppen unbekannte chemische Waffen in größerem Umfang eingesetzt hätten. Als Beweise nannte er Trümmerteile von etwa 200 Trägerraketen und Opfer, die mit entsprechenden Verletzungen in türkischen Krankenhäusern lägen.
Am 10. Mai starben 42 Menschen bei der Explosion mehrerer Autobomben in der türkischen Grenzstadt Reyhanlı. Mehr als hundert wurden verletzt. Bülent Arınç, Stellvertreter von Ministerpräsident Erdoğan, nannte wenige Stunden später den syrischen Geheimdienst als Hauptverdächtigen für den Anschlag. Sollte sich der Verdacht erhärten, werde man die nötigen Maßnahmen ergreifen. Die syrische Regierung lehnte jede Verantwortung ab und betonte, dass derartige Aktionen ihren Werten widersprechen würden.
Am 16. Mai kündigten Vertreter der Rebellen eine Gegenoffensive an, mit der sie dem Entsatz von Darʿā durch Regierungstruppen zuvorkommen wollen. Dazu sollen hunderte Kämpfer die verbliebenen Truppen der Regierung in Darʿā angreifen und den Stützpunkt der 52. mechanisierten Brigade bei Herak ausschalten, bevor Regierungstruppen, die entlang der Hauptstraße von Damaskus kommend in Richtung Darʿā vorrücken, sie entlasten können.
Am 18. Mai begannen Regierungstruppen und regierungstreue Milizen ihrerseits eine Offensive und griffen mehrere Schlüsselstellungen der Rebellen an. Truppen der Regierung drangen dabei in den Ort al-Qusair an der libanesischen Grenze vor, der als Schlüsselposition für den Transport von Waffen und Nachschub aus dem Libanon in die Rebellenhochburg Homs gilt. Das regierungstreue Staatsfernsehen gab bekannt, dass Regierungstruppen den Ortskern erreicht und die Stadtverwaltung besetzt hätten, Rebellenvertreter gaben am 20. Mai ihrerseits an, dass ihre Verbände noch große Teile der Stadt unter Kontrolle hätten. Auch aus anderen Sektoren wurde ein Vorrücken von Regierungstruppen gemeldet. Wegen des Einsatzes von Artillerie und der syrischen Luftwaffe gegen die Rebellen in den Ortschaften und folglich umfangreichen Zerstörungen, baten ihre Vertreter um eine Sondersitzung der Arabischen Liga. Vereinzelte Artilleriegeschosse, die offenbar von Rebellentruppen aus Syrien abgefeuert wurden, trafen unterdessen den Ort Hermel im Libanon, der als Hisbollah-Hochburg gilt.
Am 22. Mai begann in Amman das fünfte Treffen der Freunde Syriens.
Ende Mai 2013 berichtete ein französischer Reporter, er habe einen Giftgasangriff durch Regierungstruppen in Dschobar, einem Stadtteil von Damaskus miterlebt, bei dem Rebellentruppen, Zivilisten und der Journalist selbst verletzt wurden. Art und genaue Verteilungsmethode des Kampfstoffs blieben dabei unklar. Am 30. Mai 2013 wurde berichtet, dass Russland der Regierung in Syrien bereits eine erste Ladung moderner Flugabwehrsysteme von Typ S-300 geliefert habe, der Bericht wurde aber bereits kurze Zeit später als Propaganda angezweifelt.
Am 31. Mai beschwor der einflussreiche Fernsehprediger Yusuf al-Qaradawi den Bruch mit den Schiiten und forderte alle Sunniten, die kämpfen können, auf sich dem Kampf gegen Assad anzuschließen.

## Juni
Am 1. Juni beschossen Rebellen aus Syrien kommend erstmals mit Raketen und Mörsern die Baalbek-Region im Libanon, die als Hochburg der Hisbollah gilt. 15 Kämpfer der FSA, die für den Beschuss verantwortlich gemacht wurden, gerieten nach Aussagen libanesischer Sicherheitskreise noch auf libanesischem Gebiet in einen Hinterhalt der Hisbollah und wurden getötet. In Baalbek selbst beschossen Unbekannte ein schiitisches Heiligtum mit leichten Waffen.
Am 2. Juni berichtete das syrische Staatsfernsehen, Regierungstruppen hätten in einem Rebellenunterschlupf in Hama zwei Kanister mit Saringas (einer chemischen Waffe) sichergestellt. Weiterhin gaben Rebellen bekannt, die Regierung habe, trotz laufender Kämpfe um Kusseir (Qusair), Verstärkungen aus Hisbollah-Milizen bei Aleppo zusammengezogen. Diese Bereitstellungen machten sich zum Sturm der Großstadt bereit, die zum überwiegenden Teil von Rebellen gehalten wird.
Der Golf-Kooperationsrat verkündete unterdessen, man betrachte die Einmischung der Hisbollah in Syrien als „Religiöse Intervention“ und man prüfe Schritte gegen die Organisation innerhalb der Mitgliedsstaaten. Die sunnitische Regierung von Bahrain erklärte die Hisbollah zur Terrororganisation.
Am 4. Juni gab eine Untersuchungskommission der UN bekannt, sie habe eine begründete Basis für die Aussage, dass chemische Waffen in begrenztem Umfang im Syrischen Bürgerkrieg eingesetzt wurden. Erneut blieben Art, Verbreitungsmethode und die Identität der Täter unklar. Vor dem Hintergrund dieser Erkenntnisse und Angaben über zahlreiche Verbrechen beider Fraktionen im Bürgerkrieg sagte der Leiter der Untersuchung Paulo Pinheiro, Syrien befinde sich „im freien Fall“. Französische Ermittler verkündeten derweil, dass sie sicher seien, dass die syrische Regierung Saringas eingesetzt habe. Auf einer Pressekonferenz stellte der russische Präsident klar, dass sein Land den Vertrag, der Russland zur Lieferung der S-300 Langstreckenflugabwehrsysteme an Syrien verpflichte, noch nicht erfüllt habe. Man wolle das Gleichgewicht der Region nicht stören. Großbritannien scheiterte unterdessen bei der Europäischen Union mit dem Versuch, die Hisbollah auf die Liste für Sanktionen setzen zu lassen.
Am 5. Juni meldete das syrische Staatsfernsehen, dass das seit drei Wochen umkämpfte Kusseir nun in der Hand von Regierungstruppen sei. Durch eine absichtlich von Regierungstruppen im Belagerungsring offen gelassene Lücke seien die Reste der Rebellen ins nahe gelegene Dorf Debaa geflohen. In einem Statement an eine Nachrichtenagentur gaben Rebellen bekannt, dass man angesichts der materiellen Überlegenheit des Gegners und wegen Mangels an Nachschub die überlebenden Kämpfer aus der Stadt in der Nacht zum 5. Juni zurückgezogen habe. Nur eine Nachhut aus einigen Dutzend sei zurückgeblieben, um den Abzug von Zivilisten und Kämpfern zu sichern. Der katarische Fernsehsender Al Jazeera strahlte jedoch einen Bericht aus, in dem ein Rebellensprecher bekanntgab, man habe zwar weitere Teile der Stadt verloren, kämpfe aber immer noch in Kusseir. Ein Konvoi aus fliehenden Rebellenverbänden und Zivilisten wurde gemäß Oppositionsangaben nach Verlassen der Stadt mit automatischen Waffen beschossen. Etwa 100 Personen sollen getötet worden sein.
Am 6. Juni beklagte Russlands Außenminister Lawrow, dass sich einige „Partner“ Russlands gegen eine Teilnahme des Irans an der auf Juli verschobenen Friedenskonferenz für Syrien in Genf sperrten. Die Zusage der verschiedenen syrischen Oppositionsgruppen an den Gesprächen teilnehmen zu wollen, stehe laut Aussage des russischen Vizeaußenministers vom gleichen Tag ebenfalls noch aus. Der Pressesprecher des Weißen Hauses hatte den Iran und die Hisbollah im Zuge der Kämpfe um Kusseir als Assads „Partner der Tyrannei“ bezeichnet.
Russland verlangte weiterhin Aufklärung von der Türkei bezüglich türkischer Medienberichte, nach denen Spezialeinheiten auf türkischem Boden bei Kämpfern, die der Al-Nusra-Front zugerechnet wurden, Saringas sichergestellt hätten.
Ebenfalls am 6. Juni 2013 wurde durch einen Whistleblower bekannt, dass der amerikanische Geheimdienst NSA mit der Operation „PRISM“ unter anderem die Datenströme des Chatdienstes Paltalk überwacht, um dort auch „substanziell“ wichtige geheimdienstliche Erkenntnisse zum Arabischen Frühling und zum Syrischen Bürgerkrieg zu sammeln.
Am 6. Juni gab Österreich bekannt, seine Blauhelmsoldaten der UNDOF Mission wegen der erhöhten Gefährdungslage von den Golanhöhen abziehen zu wollen. Kurz zuvor hatten syrische Rebellen einen Grenzübergang im angrenzenden Quneitra unter ihre Kontrolle gebracht, waren aber von Regierungstruppen wieder vertrieben worden. Präsident und Parlament der Russischen Föderation boten an, die 377 österreichischen Soldaten durch eigene Truppen zu ersetzen. Ein Sprecher der Vereinten Nationen erklärte, dass es den fünf ständigen Mitgliedern des UN-Sicherheitsrats nicht erlaubt sei, an Friedensmissionen teilzunehmen.
Am 7. Juni rückten Regierungstruppen gegen verbliebene Rebellenstellungen nördlich von Kusseir vor. Kämpfe tobten nach Rebellenangaben um das 13 Kilometer nordöstlich gelegene Husseiniya, weiterhin seien Rebellenkämpfer auf ein Flugfeld der Regierung, nördlich von Aleppo vorgedrungen. In Freitagsgebeten verteufelten zahlreiche prominente, sunnitische Geistliche den Iran, die Hisbollah, Assad und die Schiiten. Irans Staatschef rief dagegen zur Geschlossenheit der Muslime gegen Israel und den „korrupten Westen“ auf, die die Einheit der Muslime untergraben wollten.
Am 8. Juni fiel mit Buwayda nach Regierungsangaben das letzte Dorf in Nachbarschaft zu Kusseir, das noch von Rebellen gehalten worden war. Ein Selbstmordattentäter brachte in einem Alewitenviertel von Homs eine Autobombe zur Explosion, die mehrere Zivilisten tötete.
Am 9. Juni gab der Stabschef der Freien Syrischen Armee, Selim Idriss, bekannt, dass man die Teilnahme der Opposition an der Friedenskonferenz in Genf im Juli ablehne, sollte man nicht zuvor Waffen und Munition erhalten, mit denen man die Lage zu Gunsten der Rebellen wenden könnte, so dass man in einer starken Position für die Verhandlungen sei. Das US-Militär zog derweil 4.500 Soldaten, Kampfflugzeuge und Patriot Raketenbatterien in Syriens Nachbarland Jordanien zusammen, um mit Jordaniern, Briten und Soldaten Saudi-Arabiens die Übung „Eager Lion 2013“ abzuhalten, die laut offiziellen Verlautbarungen nichts mit dem Syrischen Bürgerkrieg zu tun haben soll. Regierungstruppen und regierungstreue Hisbollah-Milizen traten nach eigenen Angaben zur Rückeroberung der Millionenstadt Aleppo an und vermeldeten erste Geländegewinne in Außenbezirken.
Am 11. Juni wurde bekannt, General Idriss habe nach Rückschlägen der Rebellen am Wochenende die US-Regierung dringend um Nachschub an Waffen und Munition ersucht. Weiterhin forderte er vom Außenministerium der Vereinigten Staaten die Errichtung einer Flugverbotszone, um die Hauptnachschublinie für die Rebellenaktivitäten im Norden Syriens, von der türkischen Grenze bis Aleppo, gegen Angriffe der syrischen Luftwaffe zu sichern.
Am 12. Juni vermeldete Frankreich als weitere Einschränkung für die geplante Friedenskonferenz in Genf, dass die Opposition auch dann nicht teilnehmen werde, wenn Regierungstruppen und regierungstreue Milizen ihren Angriff auf die zum überwiegenden Teil von Rebellen gehaltene Stadt Aleppo einstellen würden.
Frankreich bekräftigte, sich an das noch zum 1. August geltende Moratorium der EU für Waffenlieferung an Rebellen halten zu wollen. Russlands Außenminister kommentierte die Rebellenforderungen vom 9. Juni nach militärischer Überlegenheit vor einer Friedenskonferenz als unproduktiv. Wenn man solchen Forderungen nachkäme würde eine Konferenz nie Aussicht auf Erfolg haben. Den Rebellen zugerechnete Kämpfer steckten im Dorf Hatla in der Provinz Deir ez-Zor, das von der Opposition kontrolliert wird, mehrere Häuser in Brand und töteten etwa 60 Zivilisten und Regierungssympathisanten. 150 Überlebende flohen aus dem Dorf in einen von Regierungstruppen kontrollierten Nachbarort. Die Zahl wurde später von Oppositionsaktivisten auf 20 Tote, darunter drei schiitische Geistliche, die man zur Abschreckung öffentlich erhängt habe, und 20 „Geiseln“, korrigiert.
Am 13. Juni verkündete die US-Regierung, man sei nun sicher, dass die Assad-Regierung Chemiewaffen im Kampf gegen Rebellen eingesetzt habe. Nach US-Geheimdienstberichten sollen demnach bei verschiedenen Gelegenheiten diverse Giftgasarten 150 Menschen getötet haben. Die US-Regierung gab bekannt, die Rebellen nun aktiv militärisch unterstützen zu wollen. Deutschland jedoch verweigert die Aufrüstung der Rebellen.

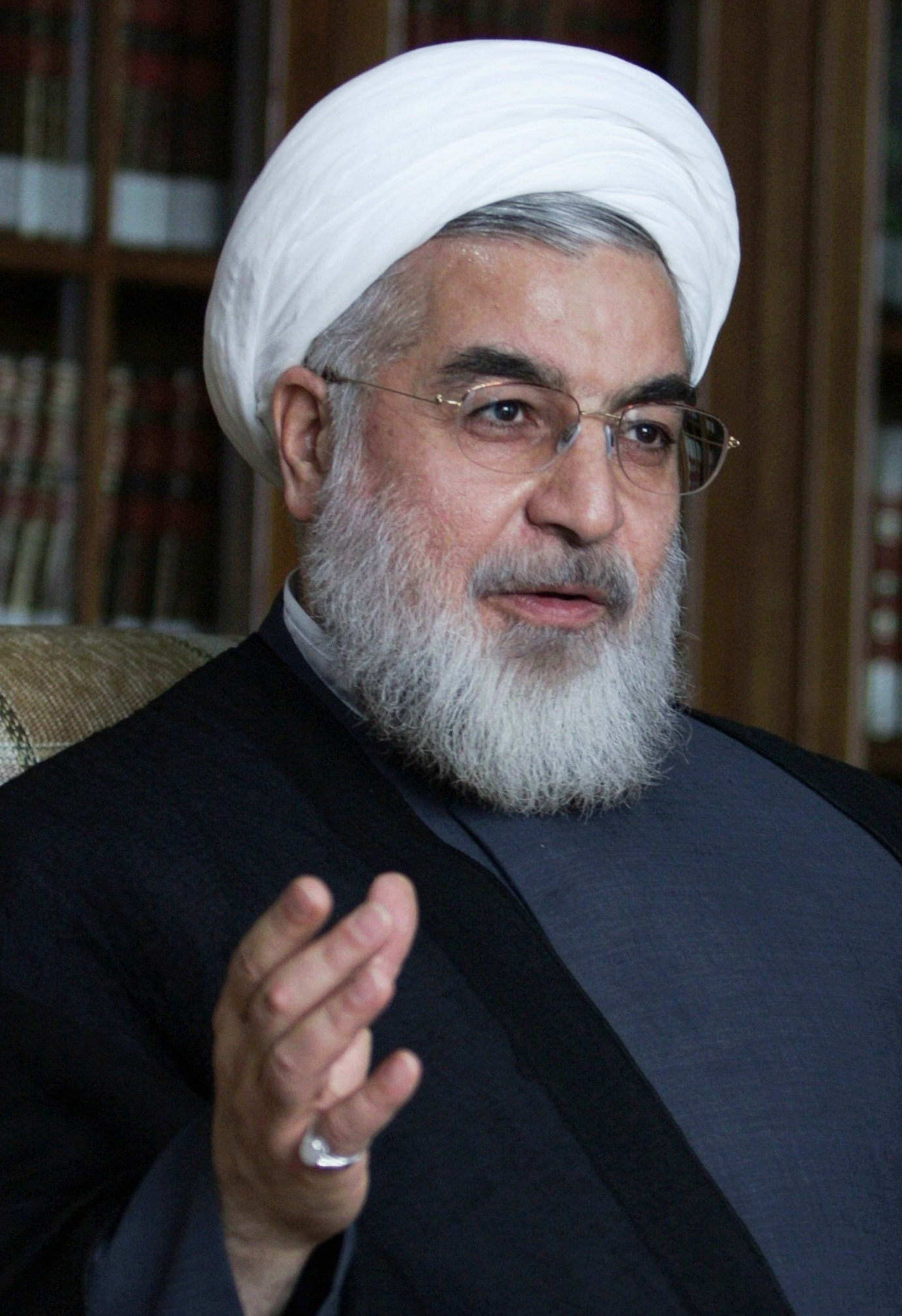
Hassan Rohani wurde am 14. Juni zum Präsidenten des Iran gewählt.

Am 14. Juni riefen regierungsnahe Prediger aus Saudi-Arabien in Freitagsgebeten erneut zum Heiligen Krieg der Sunniten gegen die syrische Regierung auf und teilten mit, dass jedes Mittel recht sei, um dieses Ziel zu erreichen. In Ägypten gab die regierende Muslimbruderschaft (Anfang Juli gestürzt) bekannt, Sunniten hätten noch nie einen Glaubenskrieg angezettelt, jedoch stellte man sich hinter die Stellungnahme einer Konferenz sunnitischer Geistlicher in Kairo, die zum Heiligen Krieg aufrief. Rebellen fürchteten unterdessen, dass die US-Bekanntmachung, dass die syrische Regierung chemische Waffen eingesetzt habe, bei den Regierungstruppen zur Aufgabe der Zurückhaltung führen werde und nun in großem Umfang chemische Waffen eingesetzt würden. Sie forderten erneut die Errichtung einer Flugverbotszone. Eine von den Golfmonarchien, der Türkei, den USA und Großbritannien eingebrachte Resolution des UN-Menschenrechtsrats verurteilte den Einsatz sämtlicher ausländischer Kämpfer in Syrien; der Zufluss an Waffen und Munition wurde jedoch nicht verurteilt. Knapp 20 Prozent der teilnehmenden Staaten stimmten der Resolution nicht zu. Die Deutsche Bundeskanzlerin forderte eine Dringlichkeitssitzung des UN-Sicherheitsrates bei der endlich eine gemeinsame Position zum Syrienkonflikt gefunden werden müsse.
Am 16. Juni wurde ein Pressebericht bekannt, laut dem der Iran 4000 Soldaten entsenden will, um an der Seite von Präsident Assad im syrischen Bürgerkrieg zu kämpfen. Der Beschluss soll noch vor der iranischen Präsidentschaftswahl am 14. getroffen worden sein. Es wurde ebenfalls bekannt, dass Saudi-Arabien tragbaren Flugabwehrraketen des Typs Mistral an die Rebellen liefern will.
Unterdessen griffen regierungstreue Truppen einen Vorort in den Außenbezirken von Aleppo an. Sie versuchen dabei offenbar, die wichtigste Verbindungsstraße zwischen der türkischen Grenze und Aleppo zu erreichen, um so den Nachschub der Rebellen in der Stadt abzuschneiden.
Am 18. Juni bestritten iranische Stellen den Bericht vom 16. nach dem sie Soldaten nach Syrien schicken wollen. Die Teilnehmer am G8-Gipfel am Lough Erne 2013 gaben ihre Erklärung zum Bürgerkrieg in Syrien bekannt und fordern alle Konfliktparteien auf, alle Organisationen und Personen zu zerstören und des Landes zu verweisen, die der al-Qaida oder anderen Terrororganisationen zuzuordnen sind.
Am 21. Juni bewerteten die Vereinten Nationen die Daten über Chemiewaffeneinsätze, die von den USA, Frankreich und Großbritannien gesammelt worden waren, wegen der nicht geschlossenen Beweiskette als nicht aussagekräftig genug, um der Regierung in Syrien den Einsatz solcher Waffen anlasten zu können.
Am 22. Juni einigte sich die den Rebellen nahestehende Gruppe von elf Staaten, die als „Freunde Syriens“ bekannt ist, in Katar, den Kämpfern in Syrien jede notwendige Unterstützung zukommen zu lassen, die diese benötigten, um die „brutalen Attacken des Regimes und seiner Verbündeten“ zurückzuschlagen. Der Zulauf von fortschrittlichen Waffensystem zu den Rebellen wurde durch Saudi-Arabien bereits beschleunigt. Katars Premierminister Hamad verkündete auf dem Treffen, dass Gewalt (gegen die Regierung) notwendig sei, um Gerechtigkeit zu erreichen. Der Zulauf von Waffen sei das einzige Mittel, um Frieden nach Syrien zu bringen. Iraks Transportminister Hadi Al-Amiri bezweifelte, dass es angesichts des starken Einflusses sunnitischer Islamisten im Bürgerkrieg dem Westen möglich sei, moderate Kräfte mit Waffen zu versorgen und die Islamisten auszuschließen. Die würden sich die Waffen einfach mit Gewalt von den schwächeren FSA-Verbänden nehmen und am Ende auch gegen die Schiiten im Irak einsetzen. Weiterhin kündigte er an, dass, sollte die Schändung und Entweihung heiliger Stätten der Schiiten durch sunnitische Islamisten in Syrien weitergehen, tausende irakische Männer bereitstünden, um den Kampf gegen die Rebellen an der Seite von Assads Truppen aufzunehmen. Solange andere Staaten, wie Ägypten oder Libyen, so täten, als wäre ihnen nicht klar, dass ihre Bürger in Syrien kämpften, werde der Irak das auch so handhaben.
Am 23. Juni forderte Frankreichs Präsident François Hollande die Kämpfer der FSA auf, islamistischen Extremisten auf Seiten der Rebellen Gebiete wieder abzunehmen, die diese besetzt halten, um so den Zulauf von Waffen und Munition in die richtigen Hände sicherzustellen. Im Gouvernement Idlib überfielen den Rebellen zugeordnete Kämpfer ein katholisches Kloster und töteten einen Franziskaner, der sich ihnen in den Weg gestellt hatte.
Am 25. Juni verkündete der Außenminister Saudi-Arabiens, dessen Land seit Mitte 2012 Waffen an die Rebellen in Syrien liefert, dass der weltgrößte Ölexporteur angesichts des iranischen Engagements in Syrien nicht schweigen könne. Weiterhin habe Russland kein Recht Waffen an die Regierung und die ausländischen Kämpfer an seiner Seite (hier die Hisbollah) zu liefern, sagte der Prinz. Unterdessen erwies sich das Abhalten der geplanten Friedenskonferenz in naher Zukunft als immer unwahrscheinlicher. Das verschlechterte Verhältnis zwischen Russland und den USA sowie die tief zerstrittene syrische Opposition erschwerten das Vorankommen der Initiative, urteilten Experten. Syrische Regierungstruppen intensivierten ihren Einsatz gegen die noch von den Rebellen gehaltenen Stadtteile von Damaskus. Den syrischen Regierungstruppen fiel die Stadt Tell Kalach in die Hände, nachdem Bürgervertreter und FSA Kämpfer sich zur kampflosen Übergabe entschlossen hatten. Teile der FSA liefen zur Regierung über, der größere Teil der Rebellen setzte sich ab oder ging nach Hause. Die Stadt an der Grenze zum Libanon war eine wichtige Schmuggelroute der FSA, für Waffen und andere Güter.
Am 26. Juni gab Russland bekannt, dass das verbliebene Wartungspersonal aus der russischen Marinebasis im syrischen Tartus abgezogen wurde. Neben der unsicheren Situation wolle man vor allem Zwischenfälle mit russischen Armeeangehörigen vermeiden, die weitreichende Konsequenzen haben könnten. Nach Presseberichten befinden sich nun keine russischen Armeeangehörigen oder Zivilisten mehr in Syrien.
Am 28. Juni verkündeten Rebellen die Ausschaltung des Armeepostens Binayat in der Stadt Deraa, der offenbar mit einer schweren Sprengladung zerstört wurde. Die Aktion wurde von Einheiten der al-Nusra-Front durchgeführt.
Am 29. Juni starteten Regierungstruppen und regierungstreue Milizen eine Offensive gegen die Provinzhauptstadt Homs, um den Rebellen die Kontrolle über mehrere Stadtteile zu entreißen. Der Angriff erfolge nach Angaben von Aktivisten von allen Seiten und wird von der syrischen Luftwaffe unterstützt.

## Juli
Am 1. Juli gaben Rebellen in Homs bekannt, dass man die Stellungen weitgehend habe halten können, aber regierungstreue Milizen im Zuge ihrer Offensive versuchen würden, den Ortsteil Khalidiya von der Altstadt zu isolieren. Ebenfalls am Ersten wurde bekannt, dass erstmals ein aktiver Offizier der jordanischen Luftwaffe desertiert sei, über die Türkei nach Syrien reiste und sich dort der Al-Nusra-Front angeschlossen habe, um im syrischen Bürgerkrieg gegen die Truppen von Präsident Assad zu kämpfen. Die Menschenrechtsbewegung Human Rights Watch verurteilte die Türkei, den Irak und Jordanien für das Schließen ihrer Grenzen für syrische Flüchtlinge. Laut der Organisation seien tausende Menschen an den Grenzen gestrandet, lediglich der Libanon würde noch Flüchtlinge aufnehmen. Der Golf-Kooperationsrat forderte eine Dringlichkeitssitzung des UN-Sicherheitsrates, mit dem Ziel, die Belagerung von Homs durch regierungstreue Truppen zu beenden. Im Zuge des Antragstextes wurde auf die angeblichen Chemiewaffeneinsätze der Regierung und angebliche ethnisch/religiös motivierte Säuberungen in der Nähe von Homs verwiesen.
Am 5. Juli erwiesen sich die Folgen des Militärputsches in Ägypten als neuer Störfaktor für den Versuch, eine geschlossene Führungsspitze der syrischen Opposition zu schaffen. Die entscheidende Gruppe in der Opposition sei die syrische Muslimbruderschaft gewesen, die jedoch durch den Machtverlust ihres ägyptischen Gegenstücks an Einfluss eingebüßt habe. In einem Vorort der Hauptstadt Damaskus erlag der Rebellenkämpfer und Internetprominente Fedaa al-Baali (alias: Mohammed Moaz) den Verletzungen, die er zuvor durch Granatsplitter erlitten hatte. Rebellentruppen, die sich in der zum Weltkulturerbe gehörenden Burg Krak des Chevaliers im Umland von Homs verschanzt haben, waren in Kämpfe mit Regierungstruppen und regierungstreuen Milizen verwickelt. Der UN-Sicherheitsrat konnte sich auf keine Resolution einigen, mit der der Zugang zu rund 2500 eingeschlossenen Zivilisten in einem von Rebellen gehaltenen Teil von Homs erzwungen werden sollte, um humanitäre Hilfe leisten zu können. Russland lehnte die Resolution ab und bestand darauf, die Dörfer Nubul und Zahra, nördlich von Aleppo, in denen regierungstreue Zivilisten seit Monaten von Rebellenkämpfern belagert wurden, ebenfalls in den Resolutionstext aufzunehmen, was wiederum von anderen Sicherheitsratsmitgliedern abgelehnt wurde. Ahmad al-Dscharba wurde unterdessen zum Präsidenten der Oppositionsregierung gewählt.
Am 6. Juli 2013 kam es in Al Dana nahe der türkisch-syrischen Grenze zu bewaffneten Auseinandersetzungen zwischen verschiedenen Rebellengruppen. Bei den Zusammenstößen zwischen Rebellengruppen und Angehörigen der Gruppe Islamischer Staat im Irak und der Levante (ISIS), eine al-Qaida zugehörigen Organisation, die in der Region eine religiöse Rechtsprechung durchzusetzen versucht, kamen dutzende Kämpfer ums Leben. Anlass und Hergang der Auseinandersetzung blieben unklar.
Am 8. Juli 2013 bot der neue Anführer der politischen Opposition, Ahmed Dscharba, der Regierung einen Waffenstillstand für die Dauer des Fastenmonats Ramadan an, der am 9. Juli beginnt. Gleichzeitig wurde ein Interview veröffentlicht, in dem er seinen Anhängern in Syrien in Kürze den Zulauf fortschrittlicher Waffen zusicherte und eine Teilnahme an der Friedenskonferenz in Genf ablehnte, solange die Opposition in der militärisch schlechteren Lage sei.
Am 9. Juli sagte Russlands UN-Botschafter Tschurkin, sein Land sei vom Chemiewaffeneinsatz durch Rebellen in Syrien bei Khan al-Assal überzeugt und übergab einen entsprechenden Bericht an den UN-Generalsekretär. Russische Experten hätten Bodenproben untersucht und seien weiterhin zu dem Ergebnis gekommen, dass der nachgewiesene Kampfstoff nicht in einer industriellen Anlage hergestellt wurde. Ebenfalls am 9. wurde bekannt, dass Rebellentruppen in Aleppo durch das Blockieren von Hilfslieferungen einen Hungeraufstand auslösten.
Am 11. Juli töteten Kämpfer der der Al-Qaida nahestehenden ISIS den FSA Kommandeur Kamal Hamami. Am folgenden Tag kam es zu offenen Kämpfen zwischen den beiden Rebellengruppen mit Toten und Verwundeten.
Am 12. Juli meldeten Oppositionsquellen einen Luftangriff der syrischen Luftwaffe auf die Rebellengarnison, die sich innerhalb der Mauern der Kreuzfahrerfestung Krak des Chevaliers verschanzt hatte. Mindestens eine Rakete soll das Bauwerk dabei beschädigt haben.
Am 13. Juli wurden erneut Kämpfe über die vergangenen Tage zwischen verschiedenen Rebellengruppen in Aleppo gemeldet.
Am 14. Juli schlugen bei heftigen Kämpfen zwischen islamistischen Rebellen und Kurden auf der syrischen Seite der türkisch-syrischen Grenze abgefeuerte Geschosse auf türkischem Boden ein und töteten zwei Zivilisten in Ceylanpınar. Türkische Truppen erwiderten das Feuer.
Am 18. Juli vermeldeten türkische Stellen, dass kurdische Kämpfer der PYD die Grenzstadt Raʾs al-ʿAin erobert und islamistische Rebellen der Al-Nusra-Front von dort vertrieben hatten. Ebenfalls wurde bekannt, dass Großbritannien die Rebellen wohl nicht bewaffnen wird. Beobachter verwiesen auf die ablehnende Haltung einer Bevölkerungsmehrheit als Begründung für den Schritt.
Am 20. Juli beschossen Regierungstruppen erneut die in Rebellenhand verbliebenen Stadtteile von Homs mit Mehrfachraketenwerfern und setzten die Luftwaffe für Bombenangriffe ein. Rebellenstellungen in Sarakeb wurden ebenfalls zum Ziel von Luftangriffen. Die Zahl der Toten bei den Auseinandersetzungen zwischen Kurden und der Al-Nusra-Front in den letzten Tagen wurde mittlerweile von Beobachtern mit 19 kurdischen und 35 islamistischen Kämpfern angegeben. Regierungstreue Hacker brachen nach Angaben des syrischen Staatsfernsehens in den Mobilfunkdienst Tango ein und verschafften sich Zugang zu 1,5 Terabytes an Nutzerdaten, um Informationen über Oppositionsaktivisten und Rebellen zu gewinnen, die den Dienst benutzen. Das Unternehmen TangoME Inc. bestätigte einen Angriff und entschuldigte sich für den Datenverlust.
Am 21. Juli gerieten Rebellenverstärkungen, die nach Damaskus einsickern wollten, in einen Hinterhalt bei Adra im Nordosten der Stadt. Regierungstruppen töteten dabei nach Oppositionsangaben 49 Rebellenkämpfer, 24 weitere sollen zur gleichen Zeit bei Gefechten innerhalb der Hauptstadt getötet worden sein. Ebenfalls am Sonntag töteten mehrere Mörsergranaten auf einem Markt in Ariha in Süd-Syrien 20 Menschen. Die Geschosse, die kurz vor dem abendlichen Fastenbrechen den Markt trafen, sollen nach Oppositionsangaben von regierungstreuen Truppen abgefeuert worden sein. Kurdische Kämpfer tauschten unterdessen im Norden einen festgesetzten Kommandeur der ISIS gegen 300 kurdische Zivilisten aus, die die Islamisten zuvor als Geiseln genommen hatten.
Am 22. Juli vermeldeten Rebellen die Besetzung des Dorfes Khan al-Assal bei Aleppo. Regierungstruppen hätten den Ort aufgegeben und sich zurückgezogen. Die Außenminister der Europäischen Union beschlossen, Personen, die dem militärischen Flügel der Hisbollah angehören, auf die Terrorliste zu setzen. Russland teilte über seinen Außenminister mit, dass Präsident Assad jederzeit zu vorbedingungslosen Friedensverhandlungen bereit sei und forderte den Westen auf, die verschiedenen Oppositionsgruppen endlich zu einem verhandlungsfähigen Bündnis zusammenzuschließen.
Am 24. Juli schworen Vertreter mehrerer islamistischer Rebellengruppen die Grenzstadt Raʾs al-ʿAin, die sie am 18. Juli verloren hatten, von kurdischen Kämpfern zu „säubern“. Der kurdische Politiker Salih Muslim verkündete dagegen, man werde keine Islamisten in den Kurdengebieten Syriens dulden.
Am 25. Juli trafen sich Vertreter der politischen Opposition mit US-Außenminister Kerry. Sie forderten sowohl Waffenlieferungen der USA als auch ein stärkeres politisches Engagement der Vereinigten Staaten zur Beendigung des Konfliktes.
Am 26. Juli trafen sich Oppositionsvertreter mit den Mitgliedern des UN-Sicherheitsrates. Die Oppositionellen um Ahmed Dscharba wiederholten ihre Forderung, dass Präsident Assad seinen Rücktritt ankündigen müsse, bevor sie an einer Friedenskonferenz in Genf teilnehmen würden. Neben Kritik an Russland für seine Unterstützung der Regierung und der Forderung an Assad, keine schweren Waffen mehr einzusetzen, forderte Najib Ghadbian, dass mehr Hilfsgüter der UN die „befreiten Gebiete“ erreichen sollen.
Am 28. Juli eroberten Regierungstruppen und regierungstreue Milizen die Chalid ibn al-Walid-Moschee in Homs und einen Stadtteil, der zuvor von Rebellen gehalten worden war. Rebellen bezeichneten den Sieg als fragwürdig, weil die Regierung den Stadtteil zuvor mit schweren Waffen und Luftangriffen weitgehend zerstört hatte.
Am 29. Juli verschleppten islamistische Kämpfer der ISIS einen katholischen Geistlichen in ar-Raqqa. Weiterhin sollen islamistische Kämpfer in Khan al-Assal bei Aleppo, das sie am 22. erobert hatten, ein Massaker angerichtet haben, bei dem sie rund 150 Personen töteten.

## August
Am 2. August kündigte die Hohe Kommissarin der Vereinten Nationen für Menschenrechte eine umfassende Untersuchung des Massakers in Khan al-Assal an und warnte die Opposition, dass auch ihre Kämpfer nicht sicher vor Strafverfolgung seien.
Am 3. August gaben Rebellen an, zahlreiche Waffen in einem nördlich von Yabrud gelegenen Depot der Regierung erobert zu haben. In der gleichen Region, in der Umgebung der libanesisch-syrischen Grenze, kam es zu Luftangriffen durch Regierungstruppen. Widersprüchliche Angaben gab es zunächst darüber, auf welcher Seite der Grenze die Geschosse einschlugen. Nach libanesischen Behördenangaben wurden sechs Syrer getötet und weitere verwundet. Andere Quellen gingen von neun Toten aus. Die Grenzregion um das libanesische Khirbet Daoud beherbergt viele syrische Flüchtlinge, gilt aber auch als Rückzugsort für Kämpfer der Rebellen.
Am 4. August griffen überwiegend islamistische Oppositionskämpfer, angeführt von Gruppen, die der Al-Qaida zugerechnet werden, mehrere alawitisch dominierte Dörfer in der Umgebung von Salma nahe der türkisch-syrischen Grenze an. 19 Miliz- und Armeeangehörige sollen getötet worden sein, die Rebellen verloren nach eigenen Angaben 12 Kämpfer. Die Kämpfer erlangten nach eigenen Angaben die Kontrolle über vier der Dörfer und gaben an, 400 Dorfbewohner und Milizionäre gefangen genommen zu haben.
Am 6. August vermeldeten Oppositionskreise die Eroberung einer seit August 2012 eingeschlossenen und umkämpften Hubschrauberbasis der syrischen Armee nahe der türkischen Grenze in Menagh. Zwei Selbstmordattentäter der Rebellen mit ausländischer Herkunft sprengten sich in einem mit sechs Tonnen Sprengstoff beladenen Panzerfahrzeug nahe dem letzten Gebäudekomplex des Stützpunktes, der noch von Regierungstruppen verteidigt wurde, in die Luft und ermöglichten es so anderen Rebellen, die Reste des Stützpunktes zu besetzen.
Am 7. August gerieten Verstärkungen der Rebellen, die von Norden kommend nach Damaskus einsickern wollten, in einen Hinterhalt von Regierungstruppen. Etwa 60 Kämpfer der Opposition wurden nach Regierungsangaben getötet. Oppositionssympathisanten gaben 62 Tote und acht Vermisste an. Nach Regierungseinschätzung wollten die Kämpfer Angriffe auf Regierungstruppen und regierungstreue Milizen durchführen, während aus Reihen der Rebellen angegeben wird, dass die Männer dringend benötigte Lebensmittel für notleidende Zivilisten in die in Rebellenhand verbliebenen Stadtteile hätten transportieren wollen. Weiterhin gab das Staatsfernsehen bekannt, dass eine Autobombe in einem östlich von Damaskus gelegenen Vorort 18 Zivilisten getötet habe.
Am 10. August griff die syrische Luftwaffe den Ort Salma an, der als Ausgangspunkt für die Angriffe islamistischer Kämpfer auf alawitisch dominierte Dörfer am 4. August gilt. Oppositionsnahe Quellen meldeten, unter den Opfern des Luftangriffes seien 10 Zivilisten, dazu 4 ausländische und 6 syrische Kämpfer. Masud Barzani, ein Führer der irakischen Kurden, kündigte an, dass die irakischen Kurden die Bewohner des „westlichen Kurdistans“ gegen Kämpfer der al-Qaida verteidigen werden.
Am 11. August wurde berichtet, dass der Chef der Freien Syrischen Armee, General Selim Idriss, die Gebiete nahe der syrisch-türkischen Grenze besucht habe, die zuvor von islamistischen Kämpfern der ISIS und Al-Nusra-Front erobert worden waren. Die UN gab unterdessen bekannt, dass rund 3.000 Familien aus der Region vor den Islamisten geflohen seien.
Am 14. August verbot die Regierung in Kuwait nach einer Episode eine Fernsehsendung, in der der religiöse Führer Scheich Shafi al-Ajmi gläubige Sunniten zum Kampf gegen die syrische Regierung aufgerufen hatte. Der Prediger erlangte international eine gewisse Bekanntheit, als er im Juni das Massaker an 60 schiitischen Bewohnern des Dorfes Hatla zu rechtfertigen versuchte. Kuwait hat eine signifikante schiitische Minderheit.
Am 18. August traf nach langer Wartezeit eine Ermittlergruppe der Vereinten Nationen unter Åke Sellström in Damaskus ein, die die Vorwürfe von Chemiewaffeneinsätzen an zwei nicht veröffentlichten Orten in Syrien und im von Rebellen eroberten Khan al-Assal bei Aleppo untersuchen sollte.
Am 19. August gaben Oppositionsvertreter und syrische Regierung gleichermaßen bekannt, dass Regierungstruppen und regierungstreue Milizen die Rebellenoffensive gegen Dörfer entlang der Mittelmeerküste zum Stehen gebracht und Gelände zurückgewonnen haben. 200 Personen, die meisten davon Zivilisten, sollen nach Oppositionsangaben von Rebellenkämpfern in den Dörfern zu Beginn der Offensive getötet worden sein. Der Gegenoffensive der Regierung sollen zahlreiche Kämpfer der Rebellen zum Opfer gefallen sein.
Am 21. August meldeten Oppositionsquellen, dass Rebellenstellungen in Vororten von Damaskus mit Raketen beschossen wurden, deren Gefechtsköpfe Giftgas enthalten haben sollen. Nach widersprüchlichen Angaben sollen dutzende oder mehrere hundert Personen bei den Giftgas-Angriffen von Ghuta getötet worden sein. Die Arabische Liga verlangte eine sofortige Untersuchung des Vorfalls durch die im Land befindliche Sonderermittlungsgruppe der UNO. Das syrische Staatsfernsehen wies die Vorwürfe der oppositionsnahen Berichterstatter zurück und bezeichnete die Meldungen als Versuch, die Untersuchungskommission der UN von ihren eigentlichen Ermittlungen abzulenken. Der israelische Geheimdienst vermutete in einer veröffentlichten Einschätzung einen Chemiewaffeneinsatz; er nannte dabei keinen mutmaßlichen Verantwortlichen.
Am 22. August schlugen mehrere in Syrien abgeschossene Raketen in der Wadi-Khaled-Region in der Bekaa-Ebene ein. Die genaue Herkunft der Raketen war unbekannt.
Am 23. August gab der britische Außenminister Hague an, dass die Giftgaseinsätze nach Ansicht seiner Regierung von Kräften ausgingen, die loyal zu Präsident Assad stehen. Die Außenminister der Russischen Föderation und der Vereinigten Staaten forderten einstimmig die Regierungs- und Oppositionskräfte vor Ort auf, den ungehinderten und sicheren Zugang für die UN-Ermittlergruppe zum Ort des Angriffs zu ermöglichen. Die US Navy beorderte den Lenkwaffenzerstörer Mahan, eigentlich auf dem Rückmarsch in die USA, zurück ins Mittelmeer, Experten werteten das als Anzeichen für Vorbereitungen auf einen möglichen Angriff gegen Ziele in Syrien.
Am 24. August sagte der neue iranische Präsident Hassan Rohani, man sei überzeugt, dass chemische Waffen in Syrien eingesetzt wurden, und er bedauere den Tod zahlreicher Menschen durch solche Waffen, er benannte aber keine Verantwortlichen. Ein Sprecher des iranischen Außenministeriums sagte in einer Stellungnahme, es lägen Beweise für die Schuld terroristischer Gruppen an der Tat vor.
Am 25. August geben iranische Medien bekannt, dass der syrische Außenminister Walid al-Muallim zugesichert habe, dass seine Regierung der UN-Ermittlergruppe nun Zugang zu den von Rebellen gehaltenen Vororten von Damaskus gewähren will, in denen die chemischen Kampfstoffe vermutlich eingesetzt wurden. Als Reaktion verkündete ein Regierungsvertreter der Vereinigten Staaten, dass die Genehmigung zu spät erfolgt sei und nicht glaubwürdig wirke. Anhaltende Kämpfe und Beschuss mit konventionellen Waffen hätten vermutlich einen Großteil der Beweise zerstört.
Am 25. August begann in der jordanischen Hauptstadt Amman ein dreitägiges Treffen von führenden Militärs aus Deutschland, Frankreich, Großbritannien, Italien, Jordanien, Kanada, Katar, Türkei, Saudi-Arabien und den USA unter der Leitung des jordanischen Chef des Stabes, Generalleutnant Mishaal Zaben und dem Kommandeur des United States Central Command, Lloyd J. Austin III., um über die Lage in Syrien zu beraten.
Am 26. August wurde bekannt, dass sich der britische Premierminister David Cameron um internationale Unterstützung für einen schnellen Militärschlag innerhalb der nächsten Tage gegen die syrische Regierung bemüht. Ein Angriff mit Marschflugkörpern als Strafmaßnahme sollte dabei nach Presseberichten die bevorzugte Option sein. Bei dem Versuch, aus dem „Assad-Gebiet“ in das von dem mutmaßlichen Chemiewaffen-Angriff betroffene „Rebellen-Gebiet“ in Damaskus zu gelangen, wurde ein Konvoi der UN am Morgen von Unbekannten beschossen. Bei einem zweiten Versuch gelang es den UN-Inspekteuren, mit Ärzten zu sprechen und einige Opfer zu untersuchen. Bei einem Treffen der Freunde Syriens, zu denen auch Deutschland gehört und bei dem die Oppositionskräfte eigentlich eine gemeinsame Haltung für eine Friedenskonferenz in Genf erarbeiten wollten, gab ein Sprecher der Oppositionskräfte bekannt, dass die Opposition nicht über Frieden reden werde, bevor Assad nicht für den Giftgasangriff bestraft worden sei. US-Außenminister John Kerry präsentierte in einer Fernsehansprache keine neuen Beweise für die Täterschaft einer Gruppe für die Angriffe, schloss aber aus dem langen Zögern der syrischen Regierung bei ihrer Entscheidung – erst nach fünf Tagen wurde den UN-Inspektoren Zugangserlaubnis erteilt – und aus den fortgesetzten Kämpfen in den betroffenen Stadtgebieten auf einen „zynischen Versuch der Vertuschung“ und legte so ihre Verantwortung für die Angriffe am 21. August nahe. Beobachter werteten den Auftritt als Teil einer eskalierenden Kampagne, die vermutlich in Kürze durch eine Stellungnahme des US-Präsidenten gesteigert werde. Hacker setzten die Internetpräsenz der New York Times für mehrere Stunden außer Funktion. Das Blatt benannte die Angreifer, die auch für eine zeitgleiche Attacke auf Twitter verantwortlich gemacht werden, als Teil der „Syrian Electronic Army“, einer Gruppe, die der syrischen Regierung zugerechnet wird, oder als jemand der sich viel Mühe gegeben hat als diese Gruppe aufzutreten. Die Attacke auf den Domain Name Registrar der NYT würde die Fähigkeiten, die die Gruppe bisher gezeigt hat, jedoch bei weitem übertreffen.
Am 27. August kündigten Vertreter der US-amerikanischen Regierung die Veröffentlichung von Beweisen in Kürze an, die ihre Geheimdienste für die Verantwortung der Regierung von Präsident Assad für den Giftgasangriff vom 21. August gesammelt haben sollen. Russische Regierungsvertreter verdeutlichten, dass ihnen noch immer keine Daten über Art des Angriffs oder zu dessen Urhebern vorlägen. Mit einem außerplanmäßigen Flug evakuierte das russische Katastrophenschutzministerium 89 Bürger aus Latakia und kündigte für den 28. August einen weiteren Einsatz an, um Staatsangehörige aus Syrien auszufliegen.
Am 28. August rief UNO-Generalsekretär Ban Ki-moon die Mitglieder des Sicherheitsrates auf, endlich zu einer gemeinsamen Position bezüglich Syrien zu kommen. Großbritanniens Premierminister kündigte an, noch heute eine Resolution in den Rat einbringen zu wollen, die den Chemiewaffeneinsatz durch Assad verurteile und so den Weg für eine internationale Militäraktion freimache. Parlamentarischer Widerstand von Seiten der Opposition und Teilen seiner Regierungsfraktion verhinderte, dass der Premierminister die Freigabe für einen britischen Militärschlag erhielt. Die Politiker forderten weitere Beweise, bevor sie einer Aktion des Militärs zustimmen wollten. Die am Vortag angekündigten Beweise, die die Geheimdienste vorlegen wollten, enthielten nach Angaben von Regierungsvertretern in Washington nicht den unwiderlegbaren Beweis (eng. „smoking gun“) für die Schuld von Präsident Assad für den Chemiewaffenangriff vom 21. August. Man sei dennoch von dessen Verantwortung für die Angriffe überzeugt.
Am 29. August 2013 lehnte das britische Parlament mit knapper Mehrheit (285:272 Stimmen) einen Militäreinsatz ab.
Am 30. August teilten die Präsidenten der USA und Frankreichs mit, dass sie trotz der gegenteiligen Beschlüsse aus Deutschland und dem Vereinigten Königreich an ihrer Option eines möglichen Militärschlags gegen Syrien festhielten. Gleichzeitig bekundete der Generalsekretär der UNO, dass er Gespräche mit den Veto-Mächten im Sicherheitsrat führen wolle. In Damaskus beendeten die UNO-Inspekteure ihre Giftgas-Untersuchungen. Die Regierung in Damaskus erklärte, dass sie keine vorläufigen Erkenntnisse akzeptieren werde: Zunächst müssten die Proben ausgewertet werden. Schweres Gerät, wie taktische Langstreckenraketen und andere Ausrüstung, wurden nach Angaben von Beobachtern mittlerweile durch die Regierungstruppen aus den Basen um Damaskus abgezogen. Verwaltungsgebäude und Militärunterkünfte seien geräumt, Mitarbeiter und Dokumente in zivilen Wohngebieten untergebracht, um einem amerikanischen Angriff zu entgehen.
Am 31. August 2013 verkündete der amerikanische Präsident Barack Obama, dass er zwar einen Militärschlag durchführen wolle und auch dazu autorisiert sei, er aber dennoch die Zustimmung des Kongresses einholen wolle. Am gleichen Tage erklärte der französische Präsident François Hollande, dass er der gleichen Meinung sei wie die Amerikaner, dass er aber vor einem Militärschlag auf jeden Fall die Meinung des amerikanischen und des französischen Parlamentes abwarten wolle. Der Generalsekretär der UNO, Ban Ki-Moon, warnte vor einem Alleingang der USA oder eines anderen Staates. Falls sich die Vorwürfe bestätigen sollten, sei es Sache der UN, eine Lösung zu finden. Syrische Streitkräfte begannen, ebenfalls am Samstag, wieder Vororte von Damaskus, die von Rebellen gehalten werden, mit Artillerie zu beschießen. Laut einem ihrer Sprecher befürchte die oppositionelle Syrische Nationalkoalition, dass das Ausbleiben eines schnellen Militärschlages durch die USA die Regierung zum Einsatz weiterer Chemiewaffen ermutigen könnte.

## September
Am 1. September verlegten die USA die Trägergruppe der Nimitz aus dem Arabischen Meer in Richtung des Roten Meeres, um im Bedarfsfall unterstützend für einen Militärschlag gegen Syrien bereitzustehen. Weiterhin hat sich das Docklandungsschiff San Antonio mit 300 Marineinfanteristen an Bord den Zerstörern angeschlossen, die vor Syrien auf einen möglichen Einsatzbefehl warten.
Am 2. September lief die Priazowje, ein Aufklärungsschiff des Projekts 864 der russischen Schwarzmeerflotte aus, um vor der syrischen Küste Informationen über den Konflikt zu sammeln.
Am 3. September meldete das russische Verteidigungsministerium, dass eines seiner Frühwarnsysteme um 6:16 Uhr GMT den Start von zwei ballistischen Flugkörpern entdeckt hätte, die sich aus dem zentralen Mittelmeer nach Osten bewegten. Vor Erreichen der Küste verschwanden die Objekte und Einschätzungen gingen von einem Absturz über offenem Meer aus. Der russische Präsident sei vom Verteidigungsminister über den entdeckten Start der Flugkörper informiert worden. Stunden später gab das israelische Verteidigungsministerium an, man habe zu Testzwecken, gemeinsam mit den USA, zwei Zieldarstellungsraketen gestartet, um die eigene Abwehr zu testen.
Am 4. September brachten nach Angaben der syrischen Regierung ihre Streitkräfte und regierungstreue Milizen die strategisch wichtige Stadt Ariha unter ihre Kontrolle. Damit hat die Regierung eine direkte Verbindung zwischen Latakia und ihren Streitkräften in Idlib.
Islamistische Kämpfer der Al-Nusra Front eroberten unterdessen nach Angaben von Menschenrechtsaktivisten einen Checkpoint der Armee, der den Zugang zum christlichen Bergdorf Maalula sicherte, indem sie dort eine Sprengladung zur Explosion brachten und beschossen das Dorf mit Granatwerfern.
Ein Komitee des US-amerikanischen Senats ermächtigte den Präsidenten nach einer Abstimmung mit 10 zu 7 Stimmen, innerhalb von 60 Tagen einen begrenzten Militärschlag gegen Syrien zu führen. Es bestand die Option für eine Verlängerung um 30 Tage bei einer Konsultation des Kongresses und die Bedingung, dass keine US-Truppen am Boden eingesetzt werden.
Am 5. September wurde bekannt, dass Kämpfer der Al-Nusra Front, die am Vortag bis in das Zentrum des Bergdorfes Maalula vorgedrungen waren, sich nach dem Anrücken von syrischen Regierungstruppen zurückgezogen hätten. Die Kämpfe zwischen den islamistischen Kämpfern und regierungstreuen Verbänden hätten sich in den Bergen bei Damaskus jedoch den ganzen Tag hingezogen. Mehrere arabische Staaten haben laut Außenminister Kerry den USA angeboten, eine amerikanisch geführte Invasion von Syrien mit dem Ziel der Absetzung von Präsident Assad zu finanzieren.
Am 9. September relativierte das US-Außenministerium eine Aussage von Außenminister Kerry als „rhetorisches Argument“. Der hatte zuvor verkündet, dass Assad einen Militärschlag gegen Syrien vermeiden könne, wenn er die chemischen Waffen seiner Streitkräfte der internationalen Gemeinschaft übergeben würde. Russlands Außenminister Lawrow hatte kurz nach Kerrys Aussage zugesichert, Syrien dazu zu bringen, die Chemiewaffen unter internationale Kontrolle stellen zu lassen.
Am 10. September stimmte Syrien dem Plan der Abschaffung seines Chemiewaffenarsenals grundsätzlich zu. Frankreich legte den Entwurf einer Resolution vor, mit der der Weltsicherheitsrat die Initiative zur Sicherstellung der Waffen legitimieren könnte. 15 Tage hätte demnach die Regierung von Präsident Assad, eine komplette Übersicht seines Arsenals zu übermitteln und Inspektoren umgehend Zugang zu gewähren. Bei Nichtbefolgung beruft sich der Vorschlag auf Kapitel VII der Charta der Vereinten Nationen, was Russland in dieser Form ablehnte. Weiterhin machte der Entwurfstext allein Assad für den Angriff vom 21. August verantwortlich, was Russland ebenfalls ablehnte. Russische Vertreter im Sicherheitsrat wollten nun gemeinsam mit den übrigen Mitgliedern einen eigenen Resolutionsvorschlag ausarbeiten.
Am 11. September meldete die UN-Untersuchungskommission unter Paulo Pinheiro, dass die kämpfenden Parteien im Bürgerkrieg zwischen Mitte Mai und Mitte Juli erneut zahlreiche Verbrechen begangen hätten. Beide Seiten hätten demnach unterschiedslose Waffen verwendet, um Wohngebiete zu beschießen, und hätten Hinrichtungen durchgeführt. Regierungstruppen und regierungstreue Milizen hätten zudem Krankenhäuser beschossen und Rebellenverbänden wurden diverse Entführungen vorgeworfen. Viele Menschen seien verschwunden. Die Täter fürchteten offenbar keine Strafverfolgung. Trotz den nicht genau verifizierbaren Anschuldigungen zum Einsatz chemischer Waffen, die man noch untersuche, sei die Masse der Verluste durch den Einsatz von konventionellen Waffen verursacht worden.
Am 12. September gab Salim Idriss, Oberkommandierender der FSA, bekannt, dass die Regierung von Präsident Assad seine chemischen Waffen außer Landes, in den Irak und den Libanon, schmuggeln würde. Die russische Marine gab bekannt, dass sie ihre Flotte im östlichen Mittelmeer um weitere Schiffe aufstockt. Die Flottille umfasse dann ab dem 15. oder 16. September neben dem Lenkwaffenkreuzer Moskwa die Zerstörer Smetliwy und Admiral Pantelejew, die Fregatte Neustraschimy und sechs große Landungsschiffe.
Am 15. September wurden Reaktion der Opposition und der Anhänger der Regierung in Syrien auf den ausgehandelten Beitritt des Landes zur Chemiewaffenkonvention von Journalisten ausgewertet. Die Regierung und ihre Anhänger sahen das Abkommen und die damit verbundene internationale Anerkennung als großen Sieg, während Oppositionskräfte gehofft hatten, auf Basis eines amerikanischen Militärschlages, die Initiative im Konflikt an sich zu reißen und die Regierung zu vertreiben.
Am 16. September schossen türkische Kampfflugzeuge einen syrischen Mi-17 Hubschrauber ab. Der Helikopter sei bis zu zwei Kilometer tief in türkisches Gebiet vorgedrungen, nach mehrfachen Warnungen hätten türkische F-16 Jäger das Feuer eröffnet, worauf der Hubschrauber über syrischem Gebiet abstürzte. Die beiden Piloten sollen über syrischem Gebiet abgesprungen sein, jedoch wurden sie nach türkischen Angaben von Rebellen getötet. Das syrische Militär gab zu, dass der Hubschrauber kurzzeitig in den türkischen Luftraum eingedrungen sei, warf der Türkei aber vor, durch den Abschuss des Hubschraubers, der den Anweisungen Folge geleistet und bereits wieder in syrischem Luftraum war, eine Eskalation herbeiführen zu wollen.
Am 18. September eroberten islamistische Kämpfer der ISIS die Grenzstadt Aʿzāz von Mitgliedern einer Rebellenbrigade, die der FSA nahesteht. Es war zu den Kämpfen um die Stadt gekommen, als ISIS Kämpfer gegen den Widerstand anderer Rebellen versuchten, einen deutschen Arzt aus A'zāz zu entführen. Nach Oppositionsangaben traten die FSA Kämpfer zum Gegenangriff an, während eine dritte Rebellengruppe Vermittler entsandte, um einen Waffenstillstand zwischen den Kontrahenten auszuhandeln.
Am 22. September forderte Russlands Außenminister die Rebellen auf, auch ihre Bestände an chemischen Waffen zu vernichten. Er nahm Bezug auf Berichte aus israelischen Quellen nach denen Sektoren, in denen sich Lager für chemische Waffen befinden, in den Wirren des Krieges zweimal zeitweise in die Hände der Rebellen gefallen waren. Weiterhin gab er an, die Rebellen würden eigene Labore zur Herstellung von chemischen Kampfstoffen besitzen.
Am 25. September gaben 11 Rebellengruppen den Bruch mit den bisherigen Repräsentanten der Opposition auf internationaler Ebene bekannt. Drei der Gruppen waren bisher im Syrischen Nationalrat organisiert. Man erklärte, dass die Gruppen nicht von Exilsyrern repräsentiert werden wollen, die die Folgen des Krieges nicht persönlich erlebt hätten und in den drei Jahren des Konfliktes nichts getan hätten, um das Leiden der Menschen in Syrien zu lindern. Weiterhin solle das zukünftige Syrien ein Staat nach islamischen Grundsätzen werden, mit der Scharia als Gesetzesgrundlage.
Am 27. September wurden bei der Explosion einer Autobombe in Rankus bei Damaskus 34 Personen getötet.
Am 28. September meldeten Aktivisten einen Angriff auf eine Militärbasis bei Damaskus. 18 Kämpfer der Regierung sollen getötet worden sein.
Am 29. September meldeten Aktivisten einen Luftangriff durch Kampfflugzeuge der Regierung in Raqqa, bei dem eine Schule getroffen worden sein soll. 18 Menschen, die meisten davon Schüler, seien getötet worden.
Am 30. September traf eine Mörsergranate der Rebellen das Chinesische Konsulat in Damaskus. Die Explosion verletzte eine Angestellte. Chinas Außenministerium verurteilte den Vorfall in einer Stellungnahme scharf.

## Oktober
Am 9. Oktober überrannten regierungstreue Milizen, zusammengesetzt aus Hisbollah-Kämpfern und Freiwilligenverbänden irakischer Shiiten, Rebellenstellungen und besetzen Sheik Omar, einen Vorort südlich von Damaskus. Der Angriff wurde unterstützt von Artillerie, Luft- und Panzereinheiten der syrischen Armee. Oppositionsquellen berichteten von mindestens 20 getöteten Rebellen.
Am 12. Oktober berichteten Beobachter, dass in den vergangenen drei Tagen 44 Kämpfer verschiedener islamistischer Rebellengruppen bei internen Kämpfen um die Kontrolle über die Rebellendistrikte in der Stadt Aleppo getötet wurden.
Am 13. Oktober verließen nach Angaben der Hilfsorganisation Roter Halbmond rund 1500 Frauen und Kinder den von regierungstreuen Truppen belagerten Vorort Moadhamiyeh bei Damaskus und wechselten in Unterkünfte auf Gebiet, das von Regierungstruppen kontrolliert wird.
Am 17. Oktober wurde der Sicherheitschef der Regierung in der Provinz um Deir ez-Zor, General Jameh Jameh, in der Nähe seines Hauses von einem Heckenschützen getötet.
Am 18. und 19. Oktober wurden zwei Selbstmordattentäter von islamistischen Rebellen eingesetzt: Einer zündete seinen Sprengsatz in einem Lager kurdischer Kämpfer in Hassaka und tötete dabei einen kurdischen Milizionär, ein weiterer eröffnete mit einer an einem Kontrollpunkt der syrischen Armee gezündeten Autobombe einen Rebellenangriff, bei dem 16 regierungstreue Soldaten und 15 Kämpfer getötet wurden.
Am 20. Oktober sprengte sich ein weiterer Selbstmordattentäter, der der islamistischen Al-Nusra-Front zugerechnet wird, an einem Kontrollpunkt der syrischen Armee in die Luft. Die Explosion des mit Sprengstoff und Gasflaschen beladenen Lastwagens tötete rund 30 Personen, davon waren die meisten Zivilisten. Auch in diesem Fall wurde der Anschlag als Auftakt zu einem Angriff auf den Kontrollpunkt genutzt.
Am 21. Oktober wurde ein prominenter Anführer der FSA, der ehemalige Oberstleutnant der syrischen Armee, Yasser al-Aboud, während eines Angriffs seiner Einheit auf Stellungen von Regierungstruppen bei Darʿā getötet.
Am 26. Oktober eroberten Kurdische Kämpfer der YPG den Posten Yarubiya an der Grenze zum Irak nach dreitägigen Kämpfen von der Rebellengruppe ISIS/ISIL. Die Islamisten hatten den Posten seit März besetzt und den Kurden die Benutzung des Grenzübergangs verweigert.
In der Nacht vom 30. auf den 31. Oktober griffen israelische Kampfflugzeuge, nach amerikanischen und syrischen Quellen, eine Einrichtung der syrischen Armee südlich von Latakia an. Israelische Stellen lehnten jeden Kommentar zu der Aktion ab. Beobachter gingen von einem Angriff auf eine Ladung von Flugabwehrraketen aus, die israelische Stellen als Bedrohung einschätzen, sollten sie der Hisbollah im Libanon zugespielt werden.

## November
Am 1. November eroberten regierungstreue Milizen und Regierungstruppen die Stadt Sfireh, südöstlich von Aleppo. Islamistische Verbände der Tawheed-Brigade hatten trotz Anforderung der FSA keine Verstärkungen entsandt, so dass sich die FSA Verbände aus Safira zurückziehen mussten.
Am 3. November trat Oberst Abdul Jabbar Akaidi, Kommandeur der FSA, von seinem Posten zurück. Er wolle damit gegen die Streitereien zwischen den verschiedenen Rebellengruppen protestieren, die nach seiner Meinung für den Fall der Stadt Sfireh verantwortlich seien.
Am 5. November gaben kurdische Sprecher die Eroberung von Gebieten um Ras al-Ayn bekannt. Islamistische Kämpfer seien aus allen Dörfern der Umgebung vertrieben worden. Deren Sprecher sprachen von einem taktischen Rückzug. Ihre Einheiten seien auf die Grenzstadt Tall Abyad zurückgefallen, aus deren Umgebung ebenfalls Kämpfe mit kurdischen Einheiten gemeldet wurden.
Am 7. November eroberten Regierungssoldaten und regierungstreue Milizen den Vorort Sbeineh von Damaskus. FSA Kämpfer zogen sich nach eigenen Angaben zurück. Weiterhin lieferten sich Rebellen und regierungstreue Truppen, 100 km nördlich von Damaskus, in Mahin, schwere Kämpfe, nachdem Rebellenverbände nach eigenen Angaben ein Waffenlager geplündert hatten.
Am 8. November brachen schwere Kämpfe um eine ehemalige Armeebasis bei Aleppo aus. Die Basis war seit Februar weitgehend in Rebellenhand, ein Angriff durch regierungstreue Verbände zwang die Rebellen zunächst zum Rückzug. 23 Kämpfer der Rebellen und einige regierungstreue Milizionäre seien getötet worden. Am 9. November gelang es Rebellenkämpfern die Basis bei Aleppo, die sie am Vortag verloren hatten, wieder zurückzuerobern. Mindestens 41 Rebellenkämpfer und 21 der Kämpfer, die loyal zu Präsident Assad stehen, seien bei den Kämpfen getötet worden. Am 10. November wechselte die seit drei Tagen umkämpfte Militärbasis nördlich des Militärflugplatzes bei Aleppo erneut den Besitzer, als regierungstreue Verbände die Rebellen von dort vertrieben. Beobachter schätzten, dass bei den Kämpfen um die Basis bislang etwa 63 Rebellenkämpfer, darunter mindestens 21 Kämpfer islamistischer Gruppierungen, und rund 32 Regierungssoldaten und Milizionäre getötet wurden.
Am 12. November beschloss die kurdische Partiya Yekitîya Demokrat zusammen mit anderen Gruppierungen im Norden Syriens eine Übergangsverwaltung aufzustellen, um den durch den Krieg entstandenen Missständen in Verwaltung und Versorgung der Bevölkerung zu begegnen.
Am 18. November wurde der Tod des Kommandanten der islamistischen Tauhīd-Brigade bekanntgegeben. Rebellenführer Abdelqader Salehsei sei bereits am 14. November bei einem gezielten Luftangriff auf ein Führungstreffen in Aleppo schwer verwundet worden und anschließend in ein türkisches Krankenhaus zur Behandlung gebracht worden, wo er seinen Verletzungen erlag.
Am 21. November wurde bekannt, dass Verbände der al-Qaida nahen ISIS/ISIL Fraktion Kämpfer der Sukur al-Islam Brigade der FSA in Atma, an der syrisch-türkischen Grenze, angegriffen hätten. Der Ort, der als wichtiger Transitpunkt für Waffen und Nachschub der Rebellen aus der Türkei gilt, wurde anschließend von Kämpfern der ISIS/ISIL besetzt. Aktivisten gaben an, dass türkische Behörden die Grenze trotz der Kämpfe nicht geschlossen hätten und der Verkehr normal weiter fließe.
Am 22. November gaben sechs islamistische Rebellengruppen ihren Zusammenschluss bekannt. Als Islamische Front wollen demnach die Suqour al-Sham-, die Tauhīd-, die Ahrar al-Sham-, Liwa al-Haq – Brigaden und die Liwa-al Islam gemeinsam kämpfen. Zum Kommandeur wurde Ahmed Abu Eissa, zuvor Chef der Suqour al-Sham, bestimmt.
Am 24. November wurde bekannt, dass verschiedene Rebellengruppen zum Angriff auf den Belagerungsring angetreten sind, den regierungstreue Kräfte um Vororte von Damaskus gelegt hatten. Rund 100 Kämpfer der Rebellen und 60 Regierungssoldaten oder regierungstreue Milizionäre seien nach Beobachterberichten bislang getötet worden.

## Dezember
Am 2. Dezember verschleppten Rebellen 12 Nonnen aus einem Kloster in Maalula. Die Frauen sollen nach Yabrud gebracht worden sein. Patriarch Johannes X. bat am 5. Dezember um ihre Freilassung und kündigte an, persönlich nach Syrien reisen zu wollen, um die Angelegenheit aufzuklären.
Am 5. Dezember erschossen Rebellen den irakischen Journalisten al-Jumaili in Idlib.
Am 7. Dezember besetzten islamistische Rebellen Depots und Unterkünfte, die zuvor von der vom Westen unterstützten Freien Syrischen Armee (FSA) gehalten wurden. Die Kämpfer der Islamischen Front betraten nach Beobachterberichten die Einrichtung der FSA bei Bab al-Hawa, nahe der türkischen Grenze, unter dem Vorwand bei deren Sicherung helfen zu wollen, vertrieben jedoch anschließend die FSA-Kämpfer.
Am 10. Dezember wurde die bekannte Menschenrechtsaktivistin Razan Zeitouneh im von islamistischen Rebellen kontrollierten Ghouta zusammen mit ihrem Mann und zwei weiteren Kollegen von Unbekannten aus ihrem Büro entführt. Zeitouneh verteidigte seit 1998 als Anwältin politische Häftlinge in Syrien. Sie ist Sprecherin des wichtigsten Netzwerkes der zivilen syrischen Widerstandsbewegung, des Local Coordination Committee (LCC), und macht seit Beginn des Aufstandes Menschenrechtsverletzungen sowohl von Seiten der Regierungsorgane, als auch von Seiten der Rebellen öffentlich.
Am 11. Dezember berichteten Menschenrechtler und das syrische Staatsfernsehen übereinstimmend, dass islamistische Rebellen in der Stadt Adra, südlich von Damaskus, Zivilisten aus der Gruppe der Alawiten und Drusen massakriert hätten. Die genannten Opferzahlen lagen bei 15 bis über 40. Kämpfer der Islamischen Front und der Al-Nusra Front wurden der Tat beschuldigt.
Am 12. Dezember bewertete der saudische Großmufti ʿAbd al-ʿAzīz Āl asch-Schaich Selbstmordattentate als schwere Sünde und forderte die Gläubigen auf, sich nicht den sunnitischen Kämpfern in Syrien anzuschließen.
Am 13. Dezember trieben islamistische Kämpfer der ISIL etwa 120 kurdische Zivilisten im Ort Ihras bei Aleppo zusammen und verschleppten sie an einen unbekannten Ort.
Am 15. Dezember gaben Aktivisten an, dass bei Luftangriffen der syrischen Regierungstruppen auf von Rebellen gehaltene Stadtteile von Aleppo mehr als 70 Menschen ums Leben gekommen sein sollen. 28 der Opfer sollen demnach Kinder gewesen sein.
Am 16. Dezember begann das Flüchtlingshilfswerk der Vereinten Nationen (UNHCR) von Erbil im Nordirak aus eine Luftbrücke nach Qamishli im Nordosten Syriens zur Versorgung der dortigen überwiegend kurdischen Bevölkerung mit Hilfsgütern.
Am 17. Dezember teilten syrische Behörden seiner Familie offenbar mit, dass Abbas Khan, ein 32-jähriger Chirurg aus London, der nach Angaben seines Bruders als freiwilliger Helfer nach Syrien gekommen war und im November 2012 verhaftet wurde, im Gefängnis Selbstmord begangen habe. Khan sollte nach Behördenangaben am Freitag aus der Haft entlassen werden. Britische Regierungsvertreter und Familienangehörige bezweifelten, dass der Arzt Selbstmord beging und machten die Regierung für seinen Tod verantwortlich. Nach Angaben der Hilfsorganisation Medicins Sans Frontiers MSF waren bei fortgesetzten Luftangriffen der syrischen Luftwaffe mit Fassbomben auf von Rebellen kontrollierte Stadtteile von Aleppo während der vergangenen 3 Tage mehr als 100 Menschen getötet worden.
Am 18. Dezember teilte die Gruppe der Freunde Syriens den Mitgliedern der Syrischen Nationalkoalition offenbar mit, dass man in den geplanten Friedensverhandlungen nicht mehr den Rücktritt von Präsident Assad fordern werde. Nach der Aktion vom 7. Dezember fürchtet man im Westen offenbar, dass islamistische Kräfte das entstehende Machtvakuum ausnutzen würden, um die Macht im Land an sich zu reißen. Das US-amerikanische Finanzministerium veröffentlichte die Namen von zwei Personen, die als Specially Designated Global Terrorists eingestuft werden, weil sie als wichtige Finanziers von Al-Qaida und ähnlichen islamistischen Gruppen identifiziert wurden. Einer der Männer, ein Universitätsprofessor, trat in der Vergangenheit als Vertreter und Gründungsmitglied der Menschenrechtsorganisation Alkarama mit Sitz in Genf in Erscheinung, wo er für Rechte von Muslimen im Westen stritt. Der andere gilt als wichtige Figur bei der politischen Umgestaltung im Jemen. Beide sollen Millionen US-Dollar, die als Privatspenden vornehmlich aus Katar stammen, an Terrorgruppen geschleust haben.
Am 19. Dezember erhob die Unabhängige Internationale Untersuchungskommission für Syrien, die 2011 vom UN-Menschenrechtsrat eingesetzt wurde, in ihrem in Genf vorgelegten Bericht „Ohne eine Spur: Erzwungenes Verschwinden in Syrien“ schwere Vorwürfe gegen die staatlichen syrischen Sicherheitsorgane. Danach werden seit Jahren systematisch mutmaßliche Oppositionelle in geheime Gefängnisse verschleppt und sind dort Folter und anderen grausamen Praktiken ausgesetzt. Am gleichen Tage macht die Menschenrechtsorganisation Amnesty International in einem Report die islamistische Rebellenmiliz ISIS (Islamischer Staat in Irak und Syrien) für schwere Gräueltaten in von ihr kontrollierten Gebieten im Norden Syriens verantwortlich.
Am 20. Dezember wurde der für die Nachrichtenagentur Reuters arbeitende Fotograf Molhem Barakat (17) während Kämpfen zwischen Regierungstruppen und Rebellen um das Kindi Hospital in Aleppo getötet.
Am 21. Dezember wurden 18 irakische Soldaten getötet, als sie gegen eine, offenbar für den syrischen Bürgerkrieg geschaffene, Ausbildungseinrichtung der Al-Qaida nahen ISIS im Nordirak vorgingen. Mit mindestens zwei Selbstmordattentätern und zahlreichen improvisierten Sprengsätzen griffen die Islamisten die irakischen Regierungstruppen an. Über das Schicksal der etwa 60 Kämpfer der ISIS in dem Komplex wurde nichts bekannt.
Am 22. Dezember kamen nach Angaben von Aktivisten bei den seit 8 Tagen in Folge andauernden Luftangriffen der syrischen Regierungsarmee auf von Rebellen gehaltene Stadtteile von Aleppo erneut wenigstens 25 Menschen ums Leben. Die Zahl der Opfer der Bombardements stieg damit auf mehr als 200. Ebenfalls aus der Luft angegriffen wurde nach unterschiedlichen Quellen der Grenzübergang Bab al-Hawa zur Türkei. In Umm al-Amed, einem überwiegend von Schiiten bewohnten Ort in der Provinz Homs, tötete nach Angaben von staatlichen syrischen Medien ein Selbstmordattentäter 8 Menschen und verletzte weitere 34, die meisten davon Kinder.
Am 23. Dezember wurden bei einem Angriff der syrischen Luftwaffe auf die von Rebellen gehaltene Stadt Azaz nahe der türkischen Grenze im Norden Syriens nach Angaben der Local Coordination Committees (LCC) 15 Menschen getötet. In einer Erklärung teilte der russische Verteidigungsminister Sergei Schoigu mit, dass Russland 25 gepanzerte Lastkraftwagen vom Typ Ural, sowie weitere 75 KAMAZ-LKW zusammen mit weiterer Ausrüstung in die Hafenstadt Latakia transportiert hat. Die Fahrzeuge sollten laut Schoigu zum Transport von Beständen syrischer Chemiewaffen in den Hafen dienen, damit diese zur Beseitigung außer Landes gebracht werden können.
Am 24. Dezember kamen bei erneuten Luftangriffen der syrischen Armee auf Aleppo nach Angaben von Aktivisten wiederum zahlreiche Menschen ums Leben. Die Zahl der Todesopfer der fortgesetzten Attacken steigt damit auf mehr als 300. Ole Solvang, Vertreter der Menschenrechtsorganisation Human Rights Watch (HRW), warf den syrischen Regierungstruppen vor, „unterschiedslos Männer, Frauen und Kinder zu töten“. Die syrische Luftwaffe sei entweder „kriminell inkompetent, kümmere es nicht, ob sie zahllose Zivilisten töte – oder ziele absichtlich auf zivile Gebiete“.
Am 25. Dezember wurde für Mouadamiya, einen Vorort von Damaskus, eine zunächst 48-stündige Waffenruhe vereinbart. Sollte der Waffenstillstand bis Freitag halten, haben Regierungstruppen die Lieferung von Lebensmitteln in den seit vergangenem Jahr eingeschlossenen Ort zugesagt. Die Belagerung hatte zu schweren Nahrungsmittelengpässen unter den verbliebenen 8.000 Zivilisten geführt. Weiterhin verhandelte man nach Oppositionsangaben über die Abgabe der schweren Waffen der eingeschlossenen Rebellen, gegen Bezahlung. Außerdem sollte die offizielle Staatsflagge Syriens über dem Ort gehisst werden und nur registrierte Einwohner dürften im Gebiet verbleiben. Im Gegenzug würde die Regierungsarmee das Gebiet nicht betreten, aber weiter von außen bewachen.
Am 26. Dezember wurde die am Vortag für Mouadamiya geschlossene Waffenruhe bereits nach weniger als 24 Stunden wieder gebrochen. Aufständische machten gegenüber der Nachrichtenagentur AFP Regierungstruppen für das Wiederaufflammen der Kämpfe verantwortlich.
Am 27. Dezember wurden nach Angaben der syrischen Beobachtungsstelle für Menschenrechte bei einem Überfall von syrischen Regierungstruppen auf eine Einheit der islamistischen Liwa al-Islam in den Kalamoun Bergen nördlich von Damaskus mehr als 60 Rebellen verschiedener Nationalität getötet. In Beirut wurde der frühere Finanzminister Mohamad Chatah, ein Gegner des syrischen Präsidenten Bashar al-Assad, sowie fünf weitere Menschen bei einem Bombenanschlag getötet. Der frühere libanesische Premierminister Saad al-Hariri warf der Hizbullah-Miliz, die in Syrien an der Seite der Regierungstruppen kämpft, vor, in das Attentat verwickelt zu sein.
Am 28. Dezember kamen nach Angaben von Aktivisten bei einem weiteren Angriff der syrischen Luftwaffe auf den von Rebellen kontrollierten Teil Aleppos auf einem Markt 21 Menschen ums Leben, zahlreiche weitere wurden verletzt. Damit stieg die Zahl der Opfer des seit zwei Wochen anhaltenden Bombardements auf mehr als 400.
Am 30. Dezember erklärte der Sprecher der Hilfsorganisation der Vereinten Nationen für palästinensische Flüchtlinge (UNRWA), Chris Gunness, gegenüber der Nachrichtenagentur AFP, dass am vergangenen Wochenende im südlich von Damaskus gelegenen palästinensischen Flüchtlingslager Yarmouk 5 Menschen an Folgen von Unterernährung gestorben seien. Insgesamt erhöhte sich die Zahl der Opfer aufgrund fehlender Versorgung wegen der Belagerung des Camps durch Regierungstruppen seit September damit auf 15.
Am 31. Dezember wurde im von Rebellen kontrollierten Stadtteil Tariq al-Bab von Aleppo ein Bus von einem Artilleriegeschoss getroffen. Nach Angaben von Aktivisten wurde die Granate von Regierungstruppen abgefeuert. Es seien 10 Menschen getötet worden. Die Hilfsorganisation Ärzte ohne Grenzen (MSF) gab bekannt, dass nach ihren Erkenntnissen seit Beginn der Attacken der Regierungsarmee auf Schulen, Märkte, Busstationen und andere öffentliche Einrichtungen im von Rebellen gehaltenen Teil Aleppos seit Mitte Dezember mindestens 540 Menschen getötet und mehr als 3.000 verwundet wurden.